# アニメっちゃ
アニメっちゃとは、三菱電機がNTTドコモ、ソフトバンクモバイル用携帯電話に展開していた、メール用画像素材や携帯電話用アプリの配布サービスである。そのため、三菱の携帯電話には、アニメっちゃのメール用画像素材やアプリがいくつか添付されていた。

## 主なキャラクター
- 珍さん（パンダ）
- たぬタン（アマゾンのタヌキ）
- 花子（うさぎ）
- ビーナス（ナス）
- えぁ？（空気の精）
- がんちゃん（モアイ）
- カロリーX（ブラック珍さん。パンダ）

## 携帯電話用アプリ

### NTTドコモ(iアプリ）
- iアニメっちゃメーラー（メールソフト）
- 珍さんと一緒（トランプと占い）
- 珍さん計画（おこづかい帖付き待受）
- 珍さんリバーシ
- 体感！珍さんの釣り物語(釣りゲーム。11月20日現在、D905iにプリインストールされていることが判明済だがアニメっちゃでの配信は不明)